# Haute-Épine

Haute-Épine este o comună în departamentul Oise, Franța. În 1 ianuarie 2022 avea o populație de 262 de locuitori.